# Shahi jilapi
Shahi jilapi (Bengalí: শাহী জিলাপি) es un dulce famoso y tradicional que se origina en Chowk Bazaar, un iftar y un centro de alimentos en el Viejo Daca de Bangladés, que es muy popular en todo el país. Especialmente, en Ramadán se prepara y vende más comúnmente en el Chawkbazar de la zona antigua de Daca, que es un popular centro de iftar para los nativos de Daca.
Este jilapi tradicional se hace enrollándolo en espiral. El radio de cada jilapi puede ser de unas pocas pulgadas y el peso puede ser de 1 o 2 kg o incluso llegar a 2.5 kg. Este jilapi tiene forma redonda en espiral. Es tan grande que se come en iftar o en snacks en grupos de 3 o 4 personas. El jilapi, es conocido por su gran tamaño pero su gran sabor lo hace único y su nombre sustancial.

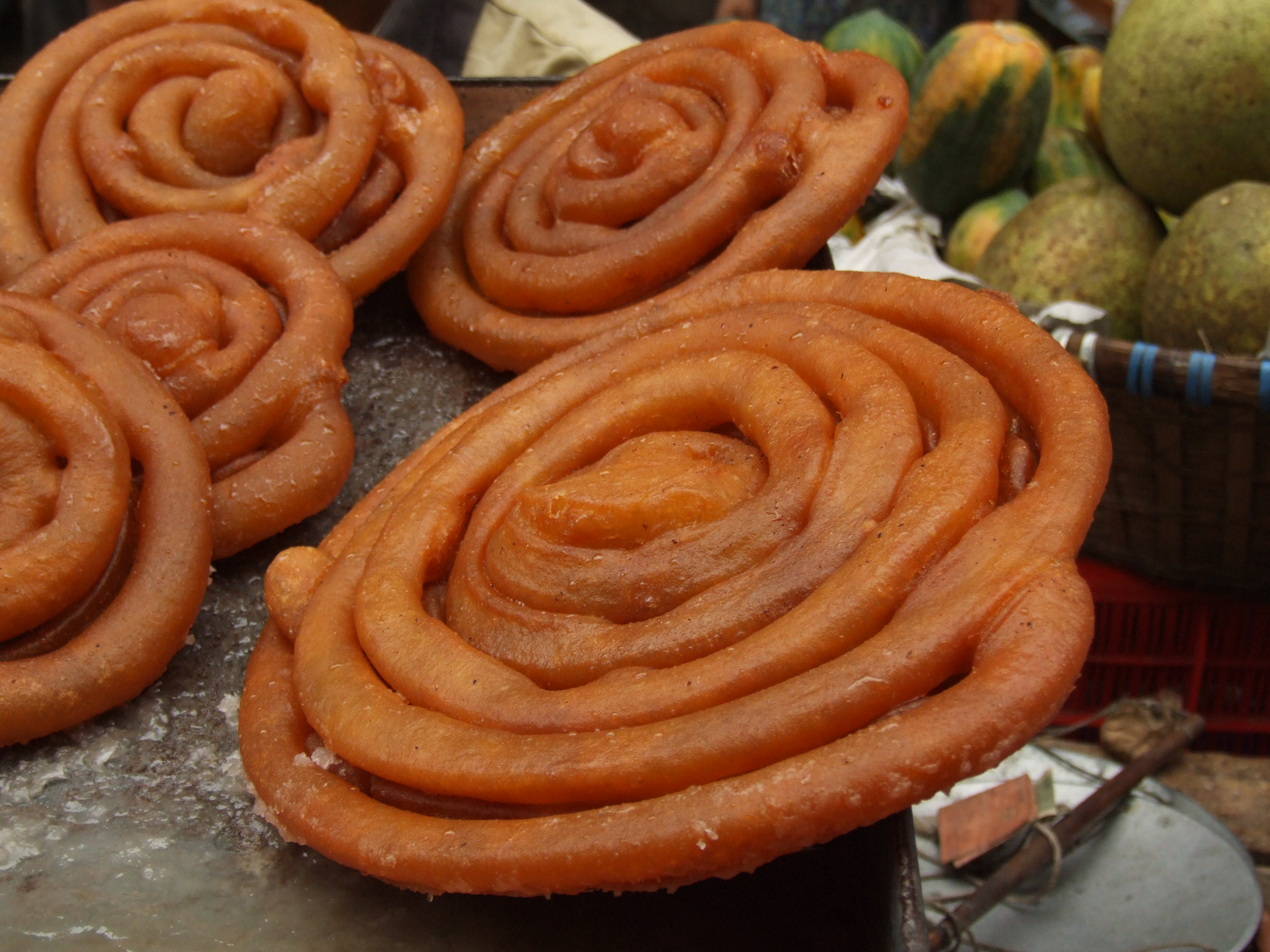

## Historia
Aunque el jilapi se creó a principios del siglo XV, el shahi jilapi es una adición un poco más moderna. Se comenzó a preparar para el pueblo en Dhakaiya hace algunas décadas. Las familias que vivían en la antigua Daca solían comprarlo y comerlo juntos. Gradualmente, también se hizo popular en iftar y para bodas o banquetes ocasionales, y muchos otros comenzaron a hacerlo. La palabra shahi significa algo que es real. Shahi jilapi vino de la cocina shahi (literalmente cocina real) de los Nawabs de Daca. Lo comían en ocasiones familiares y de ahí surgió la idea. De allí deriva, el nombre de este dulce grande, delicioso y famoso el Shahi Jilapi.

## Ingredientes
- Feijóo negro
- Levadura química
- Jarabe de azúcar
- Harina de guisante
- Ghee
- Vanaspati
- Harina
- Aceite
- Agua de rosas
- Canela
- Cardamomo

## Preparativos
Al principio se mezclan ingredientes como harina, levadura en polvo, leche en polvo y sal. Se hace una pasta mezclando leche caliente y harina. Después de frotar la pasta con las manos como la masa de un roti, se divide en varios trozos y se le da una forma alargada a cada uno de los trozos. Luego, los trozos se convierten en forma de bobina girando y se fríen en aceite. El almíbar se hace con azúcar, agua, canela y cardamomo en otra olla, teniendo en cuenta que el almíbar no debe ser demasiado espeso o pesado. Después de eso, los jilapies fritos se vierten en el almíbar lo antes posible y se calientan nuevamente durante 4-5 minutos. Como resultado, los jilapies se hinchan un poco más. Luego, durante un par de horas, las jilapies se guardan dentro del almíbar para que todo el jugo entre en la jilapi lo que las hace casi dos veces más grandes. Así es como se elabora el delicioso shahi jilapi.

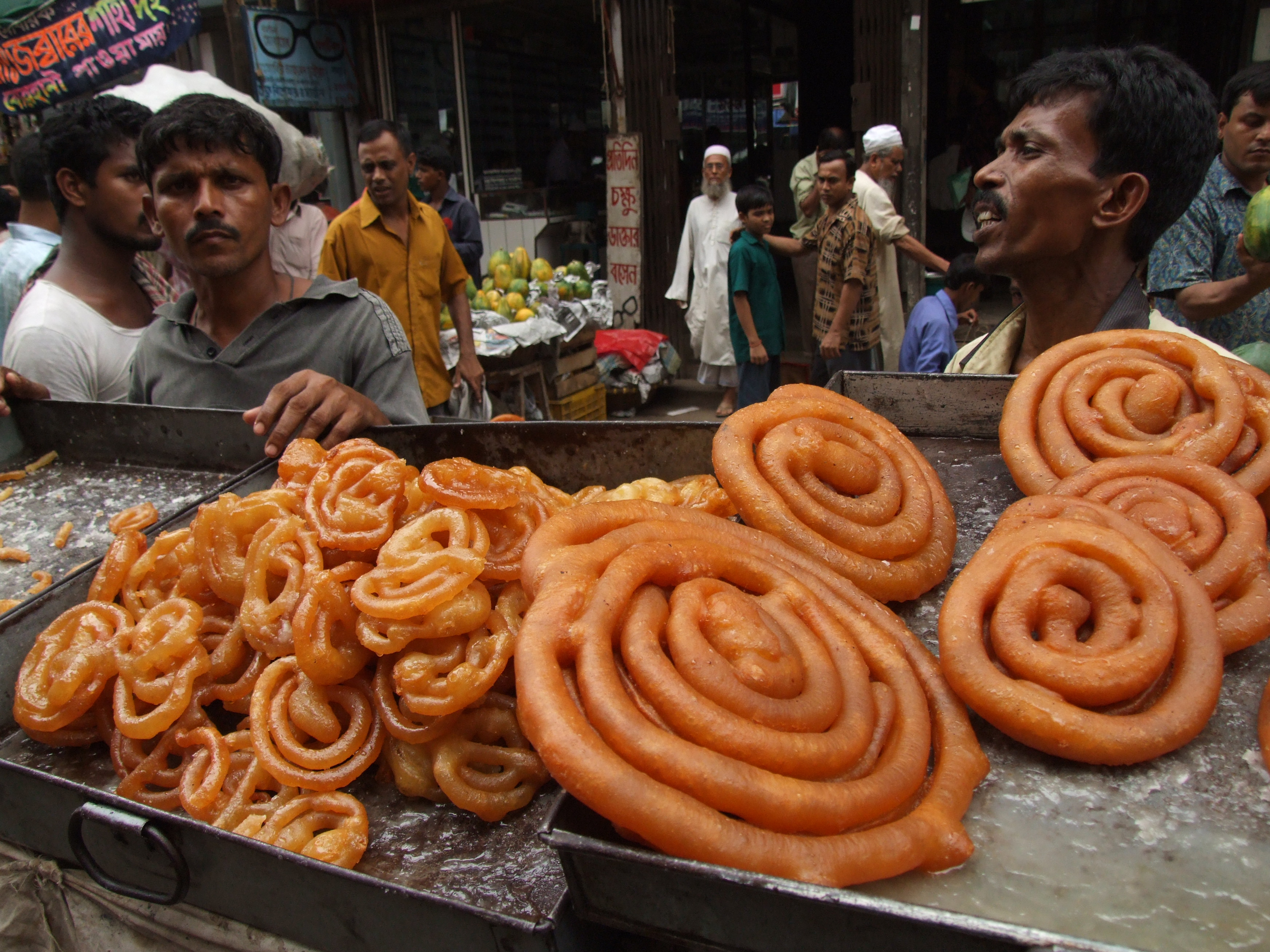